# Bulbophyllum aemulum
Bulbophyllum aemulum là một loài phong lan thuộc chi Bulbophyllum.